# League Cup 1978/79
Der League Cup 1978/79 war die 19. Austragung des seit 1960 existierenden englischen League Cup.
Der Wettbewerb startete am 12. August 1978 mit der Ersten Runde und endete am 17. März 1979 mit dem Finale in Wembley. Der Sieger des Wettbewerbes wurde der Titelverteidiger Nottingham Forest durch ein 3:2 im Finale gegen den FC Southampton.

## Erste Runde
|                    | Gesamt |                     | Hinspiel | Rückspiel |
| ------------------ | ------ | ------------------- | -------- | --------- |
| Aldershot Town     | 0:2    | FC Millwall         | 0:1      | 0:1       |
| FC Barnsley        | 1:2    | FC Chesterfield     | 1:2      | 0:0       |
| AFC Bournemouth    | 1:2    | Exeter City         | 0:1      | 1:1       |
| Bradford City      | 3:1    | Lincoln City F.C.   | 2:0      | 1:1       |
| Bristol Rovers     | 2:5    | Hereford United     | 2:1      | 0:4       |
| Cambridge United   | 3:4    | Northampton Town    | 2:2      | 1:2       |
| Cardiff City       | 2:4    | Oxford United       | 1:2      | 1:2       |
| Carlisle United    | 3:4    | FC Blackpool        | 2:2      | 1:2       |
| Colchester United  | 2:3    | Charlton Athletic   | 2:3      | 0:0       |
| Crewe Alexandra    | 5:2    | AFC Rochdale        | 1:0      | 4:2       |
| Doncaster Rovers   | 1:1    | Sheffield Wednesday | 0:1      | 1:0       |
| Grimsby Town       | 5:0    | York City           | 2:0      | 3:0       |
| Hull City          | 2:2    | Peterborough United | 0:1      | 2:1       |
| Mansfield Town     | 2:3    | FC Darlington       | 0:1      | 2:2       |
| AFC Newport County | 2:6    | Swansea City        | 2:1      | 0:5       |
| Plymouth Argyle    | 3:2    | Torquay United      | 1:1      | 2:1       |
| FC Portsmouth      | 2:4    | Swindon Town        | 0:0      | 2:4       |
| FC Port Vale       | 1:4    | Chester City        | 0:3      | 1:1       |
| Preston North End  | 5:2    | Huddersfield Town   | 3:0      | 2:2       |
| FC Reading         | 5:2    | FC Gillingham       | 3:1      | 2:1       |
| Rotherham United   | 6:1    | Hartlepool United   | 5:0      | 1:1       |
| Scunthorpe United  | 0:4    | Notts County        | 0:1      | 0:3       |
| Shrewsbury Town    | 2:3    | Stockport County    | 1:0      | 1:3       |
| Southend United    | 2:4    | FC Wimbledon        | 1:0      | 1:4       |
| Tranmere Rovers    | 2:3    | Wigan Athletic      | 1:1      | 1:2       |
| FC Walsall         | 4:1    | Halifax Town        | 2:1      | 2:0       |
| FC Watford         | 7:1    | FC Brentford        | 4:0      | 3:1       |
| FC Wrexham         | 4:1    | FC Bury             | 2:0      | 2:1       |

### Wiederholungsspiele
|                     | Ergebnis |                  |
| ------------------- | -------- | ---------------- |
| Sheffield Wednesday | 1:0      | Doncaster Rovers |
| Peterborough United | 1:0      | Hull City        |

## Zweite Runde
|                        | Ergebnis |                         |
| ---------------------- | -------- | ----------------------- |
| Aston Villa            | 1:0      | Sheffield Wednesday     |
| Birmingham City        | 2:5      | FC Southampton          |
| FC Blackpool           | 2:0      | Ipswich Town            |
| Bolton Wanderers       | 2:1      | FC Chelsea              |
| Brighton & Hove Albion | 1:0      | FC Millwall             |
| Bristol City           | 1:2      | Crystal Palace          |
| FC Burnley             | 1:1      | Bradford City           |
| Chester City           | 2:1      | Coventry City           |
| Crewe Alexandra        | 2:1      | Notts County            |
| FC Everton             | 8:0      | FC Wimbledon            |
| Exeter City            | 2:1      | Blackburn Rovers        |
| FC Fulham              | 2:2      | FC Darlington           |
| Leicester City         | 0:1      | Derby County            |
| Luton Town             | 2:0      | Wigan Athletic          |
| Manchester City        | 2:0      | Grimsby Town            |
| FC Middlesbrough       | 0:0      | Peterborough United     |
| Northampton Town       | 0:0      | Hereford United         |
| Oldham Athletic        | 0:0      | Nottingham Forest       |
| Leyton Orient          | 1:2      | FC Chesterfield         |
| Oxford United          | 1:1      | Plymouth Argyle         |
| Preston North End      | 1:3      | Queens Park Rangers     |
| FC Reading             | 1:0      | Wolverhampton Wanderers |
| Rotherham United       | 3:1      | FC Arsenal              |
| Sheffield United       | 1:0      | FC Liverpool            |
| Stockport County       | 2:3      | Manchester United       |
| AFC Sunderland         | 0:2      | Stoke City              |
| Swansea City           | 2:2      | Tottenham Hotspur       |
| FC Walsall             | 1:2      | Charlton Athletic       |
| FC Watford             | 2:1      | Newcastle United        |
| West Bromwich Albion   | 0:0      | Leeds United            |
| West Ham United        | 1:2      | Swindon Town            |
| FC Wrexham             | 1:3      | Norwich City            |

### Wiederholungsspiele
|                     | Ergebnis |                      |
| ------------------- | -------- | -------------------- |
| Bradford City       | 2:3      | FC Burnley           |
| FC Darlington       | 1:0      | FC Fulham            |
| Peterborough United | 1:0      | FC Middlesbrough     |
| Hereford United     | 0:1      | Northampton Town     |
| Nottingham Forest   | 4:2      | Oldham Athletic      |
| Plymouth Argyle     | 1:2      | Oxford United        |
| Tottenham Hotspur   | 1:3      | Swansea City         |
| Leeds United        | 0:0      | West Bromwich Albion |

### 2. Wiederholungsspiel
|              | Ergebnis |                      |
| ------------ | -------- | -------------------- |
| Leeds United | 1:0      | West Bromwich Albion |

## Dritte Runde
|                     | Ergebnis |                        |
| ------------------- | -------- | ---------------------- |
| Aston Villa         | 1:1      | Crystal Palace         |
| FC Blackpool        | 1:1      | Manchester City        |
| FC Burnley          | 1:3      | Brighton & Hove Albion |
| Chester City        | 0:2      | Norwich City           |
| FC Chesterfield     | 4:5      | Charlton Athletic      |
| FC Everton          | 1:0      | FC Darlington          |
| Exeter City         | 2:1      | Bolton Wanderers       |
| Luton Town          | 2:1      | Crewe Alexandra        |
| Manchester United   | 1:2      | FC Watford             |
| Northampton Town    | 1:3      | Stoke City             |
| Oxford United       | 0:5      | Nottingham Forest      |
| Peterborough United | 1:1      | Swindon Town           |
| Queens Park Rangers | 2:0      | Swansea City           |
| Rotherham United    | 2:2      | FC Reading             |
| Sheffield United    | 1:4      | Leeds United           |
| FC Southampton      | 1:0      | Derby County           |

### Wiederholungsspiele
|                 | Ergebnis |                     |
| --------------- | -------- | ------------------- |
| Crystal Palace  | 0:0      | Aston Villa         |
| Manchester City | 3:0      | FC Blackpool        |
| Swindon Town    | 0:2      | Peterborough United |
| FC Reading      | 1:0      | Rotherham United    |

### 2. Wiederholungsspiel
|             | Ergebnis |                |
| ----------- | -------- | -------------- |
| Aston Villa | 3:0      | Crystal Palace |

## Vierte Runde
|                        | Ergebnis |                     |
| ---------------------- | -------- | ------------------- |
| Aston Villa            | 0:2      | Luton Town          |
| Brighton & Hove Albion | 1:0      | Peterborough United |
| Charlton Athletic      | 2:3      | Stoke City          |
| FC Everton             | 2:3      | Nottingham Forest   |
| Exeter City            | 0:2      | FC Watford          |
| Norwich City           | 1:3      | Manchester City     |
| Queens Park Rangers    | 0:2      | Leeds United        |
| FC Reading             | 0:0      | FC Southampton      |

### Wiederholungsspiel
|                | Ergebnis |            |
| -------------- | -------- | ---------- |
| FC Southampton | 2:0      | FC Reading |

## Fünfte Runde
|                   | Ergebnis |                        |
| ----------------- | -------- | ---------------------- |
| Leeds United      | 4:1      | Luton Town             |
| Nottingham Forest | 3:1      | Brighton & Hove Albion |
| FC Southampton    | 2:1      | Manchester City        |
| Stoke City        | 0:0      | FC Watford             |

### Wiederholungsspiel
|            | Ergebnis |            |
| ---------- | -------- | ---------- |
| FC Watford | 3:1      | Stoke City |

## Halbfinale
|                   | Gesamt |                | Hinspiel | Rückspiel |
| ----------------- | ------ | -------------- | -------- | --------- |
| Leeds United      | 2:3    | FC Southampton | 2:2      | 0:1       |
| Nottingham Forest | 3:1    | FC Watford     | 3:1      | 0:0       |

## Finale
| Nottingham Forest                          | Nottingham Forest | FC Southampton | FC Southampton |
| ------------------------------------------ | --- | --- | -------------- |
| Nottingham Forest                          | \| Sonntag, 17. März 1979 in London (Wembley) \| \| Ergebnis: 3:2 (0:1) \| \| Zuschauer: 96.952 \| \| Schiedsrichter: Peter Reeves \|                                                            | \| Sonntag, 17. März 1979 in London (Wembley) \| \| Ergebnis: 3:2 (0:1) \| \| Zuschauer: 96.952 \| \| Schiedsrichter: Peter Reeves \|                                                                   | FC Southampton |
| Nottingham Forest                          | Peter Shilton – Colin Barrett, Frank Clark, David Needham, Larry Lloyd – John McGovern , Martin O’Neill, Archie Gemmill, John Robertson – Garry Birtles, Tony Woodcock Cheftrainer: Brian Clough | Terry Gennoe – Ivan Golac, David Peach, Steve Williams, Chris Nicholl – Malcolm Waldron, Alan Ball , Terry Curran, Nick Holmes – Phil Boyer, Austin Hayes (83. Tony Sealy) Cheftrainer: Lawrie McMenemy | FC Southampton |
| Nottingham Forest                          | 1:1 Garry Birtles (51.) 2:1 Garry Birtles (79.) 3:1 Tony Woodcock (83.) | 0:1 David Peach (16.) 3:2 Nick Holmes (88.) | FC Southampton |
| Sonntag, 17. März 1979 in London (Wembley) | | |                |
| Ergebnis: 3:2 (0:1)                        | | |                |
| Zuschauer: 96.952                          | | |                |
| Schiedsrichter: Peter Reeves               | | |                |